# Chenies
Chenies è un villaggio nel sud-est del Buckinghamshire, Inghilterra, al confine con l'Hertfordshire. Esso è situato ad est di Chesham e the Chalfonts. Chenies è anche una parrocchia civile nel distretto di Chiltern. Degna di nota la Chenies Manor House.
Fino al XIII secolo, il villaggio si chiamava Isenhampstead.  Vi erano due villaggi, chiamati Isenhampstead Chenies e Isenhampstead Latimers, facenti capo a due diversi lord. Nel XIX secolo venne eliminato il prefisso ed i due villaggi divennero Chenies e Latimer.

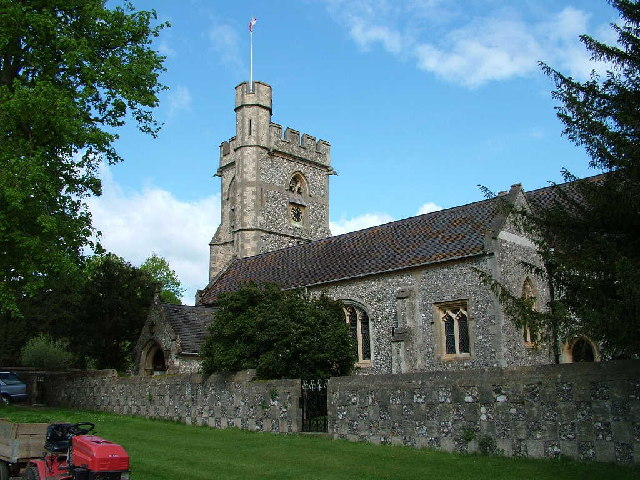
La St Michael's Church

Vicino al villaggio vi era un casino di caccia dove Edoardo I e Edoardo II risiedevano per le loro battute di caccia. Fu il proprietario di questo edificio, scudiero di Edoardo III, Thomas Cheyne, che gli diede il nome.
Un tempo nella zona esistevano diverse cartiere disposte sulle sponde del fiume Chess.

## Chiesa di St Michael
La chiesa parrocchiale di St Michael contiene la cappella del duca di Bedford, sede di sepoltura di molti membri della famiglia Russell. La chiesa non è di grande interesse architettonico ma è sita in un luogo delizioso nella valle del fiume Chess vicina alla manor house. "La favolosa serie di monumenti funebri dei Russell, Duchi di Bedford, e loro parenti ... [sono secondo] l'ultima Mrs. Esdaile ...una delle più belle collezioni di tombe in Inghilterra."